# اچ‌ام‌اس کازاک (۱۸۵۴)
اچ‌ام‌اس کازاک (۱۸۵۴) (به انگلیسی: HMS Cossack (1854)) یک کشتی بود که طول آن ۱۹۵ فوت (۵۹ متر) بود. این کشتی در سال ۱۸۵۴ ساخته شد.